# Alberto López de Munain
Alberto López de Munain Ruiz de Gauna (Vitoria-Gasteiz, 12 maart 1972) is een voormalig Baskisch wielrenner. Hij was beroepsrenner tussen 1996 en 2005. In de Ronde van Italië van 2005 kwam López de Munain zeer zwaar ten val in een afdaling.

## Belangrijkste overwinningen
2000
- Proloog Dauphiné Libéré

2001
- 5e etappe Ronde van Asturië

## Resultaten in voornaamste wedstrijden
| Jaar | Ronde van Italië | Ronde van Frankrijk | Ronde van Spanje |
| ---- | ---------------- | ------------------- | ---------------- |
| 1999 |                  |                     | 71e              |
| 2000 |                  |                     | 30e              |
| 2001 |                  | 77e                 | 129e             |
| 2002 |                  |                     | 65e              |
| 2003 |                  | 98e                 |                  |
| 2004 |                  |                     | 91e              |
| 2005 | opgave           |                     |                  |